# 16755 Cayley
16755 Cayley è un asteroide della fascia principale. Scoperto nel 1996, presenta un'orbita caratterizzata da un semiasse maggiore pari a 2,5886925 UA e da un'eccentricità di 0,2681315, inclinata di 4,64737° rispetto all'eclittica.